# 665 Sabine
665 Sabine è un asteroide della fascia principale del diametro medio di circa 51,09 km. Scoperto nel 1908, presenta un'orbita caratterizzata da un semiasse maggiore pari a 3,1475575 UA e da un'eccentricità di 0,1674665, inclinata di 14,75108° rispetto all'eclittica.
L'origine del suo nome è sconosciuta.